# FCB群
FCB群（FCBぐん、FCB group）とは、提唱されている細菌の系統。バクテロイデス門、クロロビウム門、フィブロバクテル門を中核としたグループで上門相当とされる。未培養系統であるSAR406、WS3、WWE1を含む場合がある。広く受け入れられているわけではないが、トーマス・キャバリエ＝スミスは、この系統に対してスフィンゴバクテリア門 (Sphingobacteria)を提唱している。スフィンゴバクテリア門は、グラキリクテス下界に所属する。
PVC群と近縁で姉妹群を成すか、あるいはPVC群がFCB群に含まれる解析例もある。
バクテロイデス/クロロビウム系統は比較的細分化が進んでいる系統であり、LPSNは5門、NCBIは分類表内の6門を設置する一方、分岐距離で全原核生物の分類を再評価したGTDB分類はバクテロイデス門（Bacteroidota）にまとめている。
この群全体の形質は乏しいが、鞭毛の喪失と滑走による運動性、細胞膜にスフィンゴ脂質を含むという傾向が広くみられる。